# Platypalpus boreoalpinus
Platypalpus boreoalpinus är en tvåvingeart som beskrevs av Frey 1943. Platypalpus boreoalpinus ingår i släktet Platypalpus och familjen puckeldansflugor. Arten är reproducerande i Sverige. Inga underarter finns listade i Catalogue of Life.